# シナリオ実践塾クラム
シナリオ実践塾クラム（-じっせんじゅく-）は、日本の脚本家の蔵元三四郎が、新たなる脚本家を養成するために、2001年6月に開設したインターネット上の塾名である。

## 概要
主に、NHKや各民放局主催のドラマ懸賞公募作品の指導をEメールやインターネット上のみで行っている。
脚本家・放送作家養成の講座にはシナリオセンター、シナリオ作家協会、日本脚本家連盟、早稲田シナリオ義塾や東京アニメーター学院などの各専門学校カリキュラムなど様々あるが、受講生に日時・場所を定めず、24時間対応で、インターネットを活用しての個別指導育成を行うという点では、ネット時代に対応した初期の試みを行った脚本家育成塾の1つと思われる。